# Rhabdogaster yeti
Rhabdogaster yeti là một loài ruồi trong họ Asilidae. Rhabdogaster yeti được Londt miêu tả năm 2006. Loài này phân bố ở vùng nhiệt đới châu Phi.